# Liste von Burgen, Schlössern und Festungen im Département Hautes-Pyrénées
Die Liste von Burgen, Schlössern und Festungen im Département Hautes-Pyrénées listet bestehende und abgegangene Anlagen im Département Hautes-Pyrénées auf. Das Département zählt zur Region Okzitanien in Frankreich.

Wappen des Départements Hautes-Pyrénées (65)
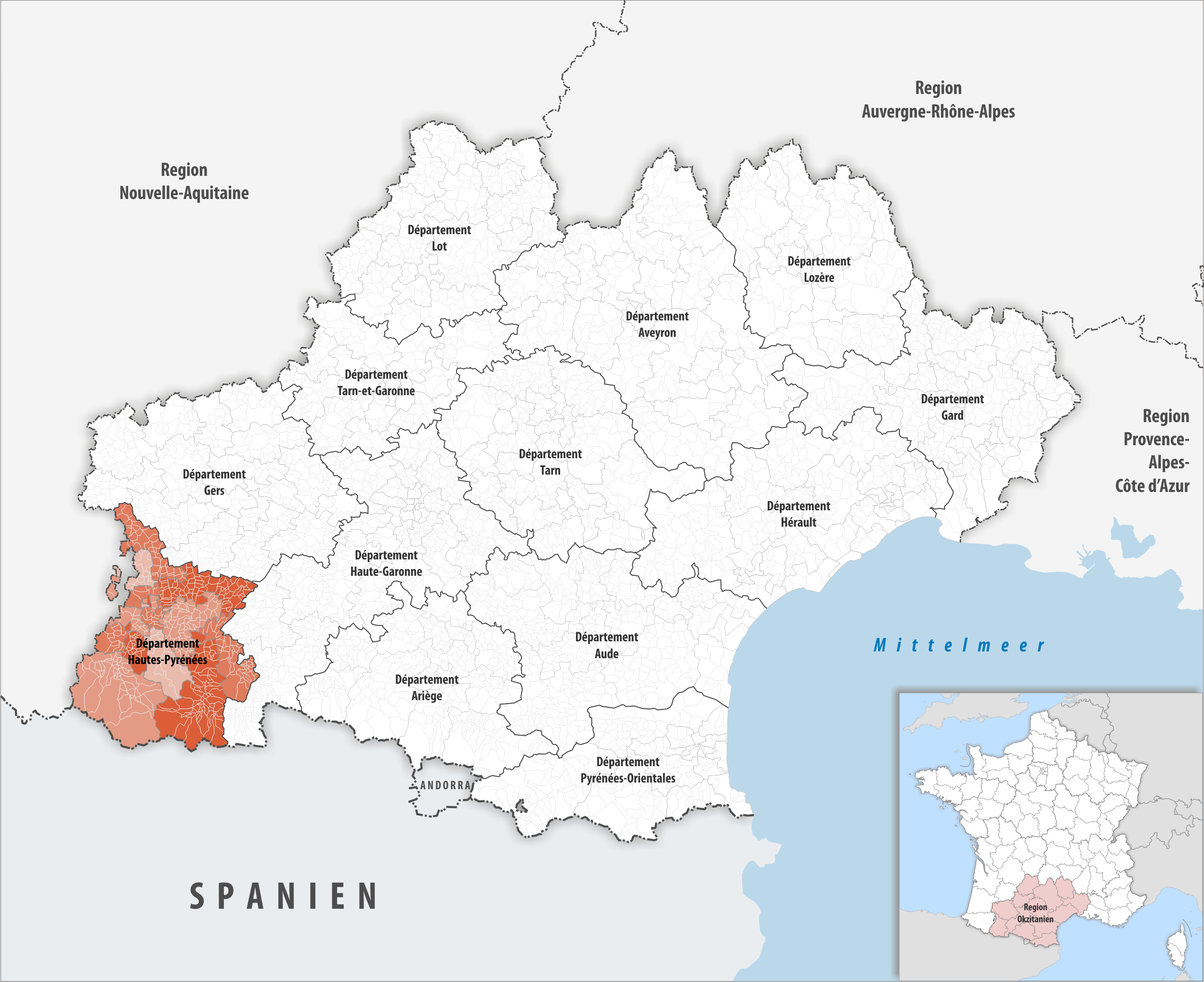
Lage des Départements Hautes-Pyrénées in der Region Okzitanien
Lage der Region Okzitanien in Frankreich

## Liste
Bestand am 1. Dezember 2021: 47
| Name deu / fra                                                                            | Gemeinde / Lage                                   | Typ (Untertyp)        | Bemerkungen | Bild |
| ----------------------------------------------------------------------------------------- | ------------------------------------------------- | --------------------- | ----------- | ---- |
| Burg Agos-Vidalos Château d'Agos-Vidalos                                                  | Agos-Vidalos 43,028783° N, 0,076708° W            | Burg                  | Ruine       |      |
| Herrenhaus L’Angle Château de l'Angle                                                     | Pouzac 43,088001° N, 0,146937° O                  | Schloss (Herrenhaus)  |             |      |
| Burg Les Angles Château des Angles                                                        | Les Angles 43,083168° N, 0,009482° O              | Burg                  | Ruine       |      |
| Burg Arras Château d'Arras                                                                | Arras-en-Lavedan 42,993059° N, 0,128896° W        | Burg                  | Ruine       |      |
| Herrenhaus Arzaas Manoir d'Arzaas                                                         | Salles 43,02952° N, 0,119331° W                   | Schloss (Herrenhaus)  |             |      |
| Burg Avezac Château d'Avezac                                                              | Avezac-Prat-Lahitte 43,064894° N, 0,335721° O     | Burg                  | Ruine       |      |
| Burg La Barthe Château de La Barthe                                                       | La Barthe-de-Neste 43,078484° N, 0,392713° O      | Burg                  | Ruine       |      |
| Burg Beaucens Château de Beaucens                                                         | Beaucens 42,971833° N, 0,059639° W                | Burg                  | Ruine       |      |
| Schloss Beaudéan Château de Beaudéan                                                      | Beaudéan 43,030401° N, 0,164135° O                | Schloss               |             |      |
| Burg Cadéac Château de Cadéac                                                             | Cadéac 42,888951° N, 0,347697° O                  | Burg                  | Ruine       |      |
| Schloss Camalès Château de Camalès                                                        | Camalès 43,359412° N, 0,073562° O                 | Schloss               |             |      |
| Burg Jalou Château Jalou                                                                  | Geu                                               | Burg                  | Ruine       |      |
| Burg Castelloubon Château de Castelloubon                                                 | Ourdis-Cotdoussan 43,052119° N, 0,023324° O       | Burg                  |             |      |
| Burg Castelnau-Rivière-Basse Château de Castelnau-Rivière-Basse                           | Castelnau-Rivière-Basse 43,579526° N, 0,026125° W | Burg                  |             |      |
| Schloss Gardères Château de Gardères                                                      | Gardères 43,280387° N, 0,111376° O                | Schloss               |             |      |
| Burg Génos Château de Génos                                                               | Génos 42,809704° N, 0,405008° O                   | Burg                  | Ruine       |      |
| Burg der Grafen von Comminges de Bramevaque Château des Comtes de Comminges de Bramevaque | Bramevaque 42,975958° N, 0,574005° O              | Burg                  | Ruine       |      |
| Burg Hagedet Château de Hagedet                                                           | Hagedet 43,5182° N, 0,03081° W                    | Burg                  | Ruine       |      |
| Burg Hèchettes Château de Hèchettes                                                       | Hèches 43,018949° N, 0,377631° O                  | Burg                  | Ruine       |      |
| Schloss Horgues Château de Horgues                                                        | Horgues 43,188784° N, 0,090071° O                 | Schloss               |             |      |
| Burg Labassère Château de Labassère                                                       | Labassère 43,058967° N, 0,094471° O               | Burg                  | Ruine       |      |
| Schloss Labatut Château de Labatut                                                        | Labatut-Rivière 43,524371° N, 0,031269° O         | Schloss               |             |      |
| Schloss Laborie Château de Laborie                                                        | Castelnau-Rivière-Basse 43,578858° N, 0,059432° W | Schloss               | Weingut     |      |
| Schloss Laloubère Château de Laloubère                                                    | Laloubère 43,208673° N, 0,072479° O               | Schloss               |             |      |
| Schloss Lascazères Château de Lascazères                                                  | Lascazères 43,507655° N, 0,026345° W              | Schloss               |             |      |
| Burg Lomné Château de Lomné                                                               | Lomné 43,04611° N, 0,294131° O                    | Burg                  | Ruine       |      |
| Burg Lourdes Château de Lourdes                                                           | Lourdes 43,096541° N, 0,048899° W                 | Burg                  |             |      |
| Schloss Lussy Château de Lussy                                                            | Maubourguet 43,467561° N, 0,04229° O              | Schloss               |             |      |
| Burg Mauléon-Barousse Château de Mauléon-Barousse                                         | Mauléon-Barousse 42,960235° N, 0,567541° O        | Burg                  |             |      |
| Burg Mauvezin Château de Mauvezin                                                         | Mauvezin 43,118643° N, 0,276522° O                | Burg                  |             |      |
| Schloss Miramont Château de Miramont                                                      | Adast 42,972417° N, 0,081086° W                   | Schloss (Renaissance) |             |      |
| Burg Montoussé Château de Montoussé                                                       | Montoussé 43,063402° N, 0,414378° O               | Burg                  | Ruine       |      |
| Schloss Montus Château de Montus                                                          | Castelnau-Rivière-Basse 43,568443° N, 0,025288° W | Schloss               | Weingut     |      |
| Burg Moulor Château de Moulor                                                             | Loudervielle 42,806787° N, 0,417126° O            | Burg                  | Ruine       |      |
| Schloss Les Nestes Château des Nestes                                                     | Arreau 42,906618° N, 0,35804° O                   | Schloss               |             |      |
| Schloss Odos Château d'Odos                                                               | Odos 43,196686° N, 0,058182° O                    | Schloss               |             |      |
| Schloss Ourout Château d'Ourout                                                           | Argelès-Gazost 43,003847° N, 0,10208° W           | Schloss               |             |      |
| Schloss Parabère Château de Parabère                                                      | Larreule 43,435414° N, 0,01837° O                 | Schloss               | Ruine       |      |
| Schloss Le Prince Noir Château du Prince Noir                                             | Arcizans-Avant 42,989362° N, 0,108023° W          | Schloss               |             |      |
| Schloss Saint-Girons Château Saint-Girons                                                 | Maubourguet 43,455472° N, 0,044981° O             | Schloss               |             |      |
| Burg Sainte Marie Château Sainte Marie                                                    | Esterre 42,875727° N, 0,000709° O                 | Burg                  | Ruine       |      |
| Schloss Sauveterre Château de Sauveterre                                                  | Sauveterre 43,475525° N, 0,099778° O              | Schloss               |             |      |
| Schloss Ségure Château de Ségure                                                          | Arreau 42,905384° N, 0,359635° O                  | Schloss               |             |      |
| Schloss Tostat Château de Tostat                                                          | Tostat 43,326756° N, 0,09726° O                   | Schloss               |             |      |
| Burg Tramezaygues Château de Tramezaygues                                                 | Tramezaïgues 42,7935° N, 0,28784° O               | Burg                  | Ruine       |      |
| Burg Vieuzac Château de Vieuzac                                                           | Argelès-Gazost 43,00948° N, 0,099153° W           | Burg                  |             |      |
| Schloss Villefranque Château de Villefranque                                              | Villefranque 43,506626° N, 0,0071° W              | Schloss               |             |      |